# Децентралізація в Україні
Децентраліза́ція, або рефо́рма децентраліза́ції — реформа місцевого самоврядування та територіальної організації влади в Україні, що розпочалася у 2014 році, основною метою якої є створення умов для формування ефективної і відповідальної місцевої влади, здатної забезпечити комфортне та безпечне середовище для проживання людей по всій території України. Реформа передбачає не просто передачу повноважень та ресурсів від державних органів органам місцевого самоврядування, а й створення базового суб'єкта місцевого самоврядування — спроможної територіальної громади.
Напрямок і логіка реформи місцевого самоврядування були визначені в Концепції реформування місцевого самоврядування та територіальної організації влади в Україні, затвердженої Кабінетом Міністрів України 1 квітня 2014 року. З часу затвердження Концепції було сформовано базову правову рамку для проведення реформи, яка включає такі основні напрямки: адміністративно-територіальна реформа, фіскальна децентралізація, розширення повноважень органів місцевого самоврядування, реформа державної регіональної політики тощо.
З 2015 року в Україні в рамках реформи децентралізації формувалися об'єднані територіальні громади, на основі яких у 2020 році було сформовано новий адміністративно-територіальний устрій.
Результати децентралізації планується закріпити шляхом внесення відповідних змін до Конституції України.
Багато міжнародних агенцій, організацій і іноземних дипломатичних представництв допомагають у впровадженні реформи децентралізації в Україні. Для чіткої координації дій усіх міжнародних партнерів при Мінрегіоні, міністерстві відповідальному за реформу, у 2017 році було створено Раду донорів з питань децентралізації в Україні.
Згідно із соціологічними дослідженнями, децентралізація вважається найуспішнішою з українських реформ, і є такою, що найбільше підтримується населенням. Це відзначається також міжнародними партнерами України. Зокрема, це було відзначено Європарламентом у резолюції від 11 лютого 2021 року, в якій він також закликав Єврокомісію детально дослідити реформу децентралізації в Україні, щоб використовувати її як успішний приклад в інших країнах.
Реформа децентралізації передбачає здійснення наступних змін:
- Посилення місцевого самоврядування.
- Адміністративно-територіальна реформа.
- Закріплення «принципу повсюдності» (землями за територією населених пунктів розпоряджаються відповідні органи місцевого самоврядування).
- Гарантія наділення місцевого самоврядування достатніми повноваженнями та ресурсами.
- Врахування історичних, економічних, екологічних та культурних особливостей при плануванні розвитку громад.
- Передача «на місця» максимальної кількості повноважень, які органи місцевого самоврядування здатні виконати.
- Створення об'єднаних територіальних громад.
- В перспективі — запровадження інституту префектів, нової територіальної основи України зі зменшенням кількості районів, подальший розвиток форм прямого народовладдя[14].

## Історія процесу децентралізації в Україні
Після здобуття Україною незалежності у 1991 році, держава поступово робила певні кроки для розвитку місцевого самоврядування та надання більших повноважень регіонам. Так, у 1997 році Україна ратифікувала Європейську хартію місцевого самоврядування, а впродовж декількох наступних років було прийнято ряд нормативно-правових актів, що розмежовували та встановлювали повноваження окремих регіонів держави. Зокрема, такими актами були Конституція Автономної Республіки Крим, Закон України «Про місцеві державні адміністрації», Закон України «Про місцеве самоврядування в Україні» та Закон України «Про столицю України — місто-герой Київ». Проте усі дискусії та заходи, що стосувались реорганізації усієї системи публічної влади в державі, як правило, завжди стосувались перерозподілу повноважень на національному рівні: Президент — Парламент — Уряд, або передачі повноважень від органів місцевого самоврядування на рівень районних державних адміністрацій, обґрунтовуючи це неспроможністю перших ефективно виконувати надані законом повноваження.
Адміністративно-територіальна реформа, як одна із складової децентралізації — один з найбільш невдачливих проєктів перетворень в новітній українській історії. Минуло вже п'ятнадцять років відтоді, як на хвилі Помаранчевої революції її спробував провести віце-прем'єр Роман Безсмертний (2005) — на чому безславно і погорів, паралельно скомпрометувавши саму ідею. Аналогічним пшиком закінчилися і потуги профільного міністра Анатолія Близнюка у 2012 році.
Після подій Євромайдану новий Уряд розпочав національний проєкт «Децентралізація», 1 квітня 2014 року ухваливши Концепцію реформування місцевого самоврядування і територіальну організацію влади в Україні. Уряд Володимира Гройсмана, в свою чергу, визначив підтримку реформи децентралізації як одне зі своїх пріоритетних завдань.

## Зміст реформи
Головною метою реформи є передача від органів виконавчої влади органам місцевого самоврядування значної частини повноважень, ресурсів та відповідальності. Окрім законодавчих змін з делегування повноважень, реформа також передбачає зменшення впливу районів та їх реорганізацію. Замість кількох десятків районів у кожній області повинно було створено 4—6 повітів, що мали формуватися за критерієм кількості населення і компактності, тобто в кожному повіті може проживати від 150 до 400 тисяч осіб. Загалом заплановано поділ всієї території України поділятиметься на 120—130 повітів. Нижче повіту буде адміністративна одиниця — громада — об'єднання низки сіл, селищ або міст. Концепція полягає в об'єднанні сіл у великі громади, щоб передати таким утворенням широку фінансову та управлінську автономію. У кожному селі громади з населенням понад 50 людей обиратимуть старост — представників влади у селі. Крім цього, у перспективі заплановано запровадження інституту префектів, які будуть здійснювати нагляд за додержанням Конституції та законів України органами місцевого самоврядування на довіреній їм території.

### Зміни до Конституції України
З метою ефективної реалізації реформи та для уникнення суперечностей між Конституцією з одного боку та законами та підзаконними актами — з іншого, а також з метою подальшої імплементації Європейської хартії місцевого самоврядування, було розроблено відповідний законопроєкт стосовно внесення змін до Конституції України. Цей законопроєкт має сприяти відходу від централізованої моделі управління державою та посиленню ролі місцевої влади та громади в розвитку свого регіону. Законопроєкт № 2217а було розроблено спеціально створеною для цього Конституційною комісією, а згодом він отримав позитивний висновок від Венеціанської комісії.
Проєкт Закону про внесення змін до Конституції України (щодо децентралізації влади) не передбачає особливого статусу для окремих районів Донбасу, натомість, проєкт передбачає можливість специфічного порядку здійснення місцевого самоврядування в окремих адміністративно-територіальних одиницях Донецької та Луганської областей. До того ж, для нагляду за додержанням Конституції та законів України передбачено новий інститут державних службовців — префектів, які не матимуть повноважень втручатися в управління регіоном, або впливати на розподіл коштів.
Реформа не означає послаблення центральної влади в таких питаннях, як оборона, зовнішня політика, національна безпека, верховенство права, дотримання громадянських свобод. Президент матиме право розпустити органи місцевого самоврядування у випадку, якщо ті порушуватимуть суверенітет і територіальну цілісність України.
У першому читанні зміни до Конституції підтримали 265 депутатів. 9 вересня 2015 р. на засіданні Ради регіонів Президент України Петро Порошенко заявив, що внесення змін до Конституції залежатимуть від виконання Мінських угод та у випадку введення воєнного стану Конституція не змінюватиметься.
Через відсутність політичного консенсусу для прийняття змін до Конституції, реформа продовжилась шляхом внесення змін до законодавчих актів. Після успішного втілення реформи 2019 році Урядом України було повторно запропоновано закріпити хід реформи, внісши відповідні зміни до Конституції.
Під час засідання Ради розвитку громад та територій у межах Всеукраїнського форуму «Україна 30» Президент України Володимир Зеленський закликав депутатів Верховної Ради ухвалити зміни до Конституції стосовно децентралізації.

### Адміністративно-територіальна реформа
Відповідно до початкових планів, планувалося змінити існуючу трирівневу систему самоврядування в Україні, організувавши її наступним чином: до першого, низового рівня, входитимуть громади, що об'єднуватимуть кілька поселень. На вищому рівні повинні знаходитись регіони, основу яких становитимуть області, Автономна Республіка Крим, а особливий статус у питанні самоврядування матимуть міста Київ і Севастополь.
Реформа децентралізації передбачає створення нової ланки в системі адміністративного устрою в Україні шляхом запровадження нової адміністративно-територіальної одиниці – об'єднаної територіальної громади (ОТГ). Вони утворюються внаслідок добровільного об'єднання суміжних територіальних громад, сіл, селищ, міст та відповідно до Закону України «Про добровільне об'єднання територіальних громад». Добровільне об'єднання дозволяє органам місцевого самоврядування отримати нові повноваження та ресурси, які раніше мали міста обласного значення.
Після об'єднання декількох населених пунктів новостворена ОТГ стає правонаступником всього майна, прав та обов'язків територіальних громад, що об'єдналися, а також здійснюється реорганізація сільських, селищних, міських рад. Громадян, що проживають на території ОТГ, після об'єднання представляють новообрані голова, депутатський корпус та виконавчі органи ради громади.
Процес створення ОТГ йшов поступово, перші громади з'явились в Україні у 2015 році — протягом року було створено 159 об'єднаних громад, за підсумками 2016 року 207 (їх загальна кількість вже становила 366 громад), а за даними на кінець 2017 р. було створено 299 ОТГ
(всього за 2015—2017 рік 665),. У липні 2018 року загальна кількість об'єднаних територіальних громад сягнула 753 (за рік 140; усього 805), станом на листопад 2019 року, в Україні було створено 1002 ОТГ, з яких 23 очікувало на призначення перших виборів.
 Загальна кількість ОТГ, насамперед в яких відбулись місцеві вибори, станом на 17 липня 2020 р. становила 982 (за даними Уряду на початок 2020 року кількість ОТГ становила 1070, у які добровільно об'єдналися 4882 громад (місцевих рад), з них у 936 ОТГ відбулись перші місцеві вибори).
Загальна кількість осіб, що проживає на території усіх ОТГ, у липні 2018 року сягнула 6,5 млн осіб (18,5 % від загальної чисельності населення України), а станом на листопад 2019 року в різних ОТГ по всій країні вже проживало 11,2 млн осіб (третина населення України).
У ході реформи спроможні громади отримали більш широкі повноваження, ресурси та відповідальність, а завдяки змінам у законодавстві збільшився й перелік послуг, які можуть надаватися на місцях. Відповідно, мешканці об'єднаних громад очікують від своєї влади зручних та якісних адміністративних послуг. За підтримки донорських програм, в ОТГ починають відкриватись сучасні центри надання адміністративних послуг (ЦНАПи) — приміщення, де за принципом «єдиного вікна» можна отримати необхідні адміністративні послуги. У реалізації відкриття ЦНАПів в ОТГ часто сприяють міжнародні донори та програми, такі як Представництво Європейського союзу в Україні, «U-LEAD з Європою [Архівовано 11 вересня 2017 у Wayback Machine.]», USAID тощо.
17 липня 2020 року у рамках децентралізації Верховна Рада України скоротила кількість районів із 490 до 136.

### Фінансова реформа
Після внесених у 2015 році змін до Податкового та Бюджетного кодексів, місцеве самоврядування отримало більше можливостей, повноважень та відповідних фінансових ресурсів для підвищення економічної спроможності.
Об'єднані громади, зокрема, розпоряджаються:
- 60 % податку на доходи фізичних осіб
- 100 % податку на майно
- 100 % єдиного податку
- 5 % акцизного податку з роздрібної торгівлі (тютюн, алкоголь, нафтопродукти)
- 100 % податку на прибуток установ комунальної власності ОТГ
- 100 % платежів за надання адміністративних послуг
- 25 % екологічного податку
- іншими зборами та платежами, міжбюджетними трансфертами та надходженнями в рамках програм та допомог[42][43].

Держава на рівні центральних органів влади активно підтримує процес об'єднання територіальних громад. Для цього з державного бюджету виділяються субвенції, зокрема на розвиток сільської медицини, соціально-економічний розвиток територій тощо. Так, для ОТГ в 2018 році передбачено субвенцій на формування інфраструктури в сумі 1,9 млрд грн — ця сума за два роки зросла майже вдвічі (у 2016 р. обсяг субвенцій склав 1 млрд грн). Важливо, що після об'єднання територіальні громади переходять на прямі міжбюджетні відносини з державним бюджетом (до реформи їх мали тільки обласні та районні бюджети, бюджети міст обласного значення). Крім цього, громади можуть затверджувати місцеві бюджети незалежно від дати прийняття Закону «Про державний бюджет».
За першими результатами, власні доходи місцевих бюджетів з 2014 по 2017 рік зросли на понад 124 млрд гривень. За результатами перших 10 місяців 2018 року доходи місцевих бюджетів зросли на 34,2 млрд грн (або на 22 %) порівняно з аналогічним періодом минулого року та склали 189,4 млрд грн, а очікуваний в 2019 році зріст сягне показника у 15 % (до 291 млрд грн).

### Інститут старост в ОТГ
Інститут старост було запроваджено в 2015 році після набуття чинності Законом України «Про добровільне об'єднання територіальних громад».
Староста є посадовою особою місцевого самоврядування у селі або селищі, які разом з іншими населеними пунктами добровільно об'єднуються у одну територіальну громаду. Староста обирається мешканцями села або селища на строк повноважень місцевої ради об'єднаної територіальної громади. Староста за посадою входить до складу виконавчого комітету об'єднаної територіальної громади.
За законом староста має наступні повноваження:
1. представляти інтереси жителів села, селища у виконавчих органах місцевої ради об'єднаної територіальної громади;
2. сприяти жителям села, селища у підготовці документів, що подаються до органів місцевого самоврядування;
3. брати участь у підготовці проєкту бюджету територіальної громади в частині фінансування програм, що реалізуються на території відповідного села, селища;
4. вносити пропозиції до виконавчого комітету місцевої ради з питань діяльності на території відповідного села, селища виконавчих органів місцевої ради, підприємств, установ, організацій комунальної форми власності та їх посадових осіб.

Староста може також здійснювати інші обов'язки, визначені Положенням про старосту, яке затверджується радою об'єднаної територіальної громади. У такому положенні також зазначаються права старости, порядок його обрання та припинення повноважень, порядок звітування та інші питання, що пов'язані з його діяльністю. В свою чергу, староста звітує перед радою ОТГ не рідше одного разу на рік, а також перед мешканцями села (сіл) під час відкритих зустрічей з громадянами. Станом на липень 2018 р. в громадах працювало 2565 старост.

### Інститут префектів
Префект — державний службовець, який на довіреній йому території здійснює нагляд за додержанням Конституції та законів України органами місцевого самоврядування, координує діяльність територіальних органів центральних органів виконавчої влади, забезпечує виконання державних програм, а також спрямовує і організовує діяльність територіальних органів центральних органів виконавчої влади та забезпечує їх взаємодію з органами місцевого самоврядування в умовах воєнного або надзвичайного стану чи надзвичайної екологічної ситуації. Крім цього, префект може здійснювати й інші повноваження, покладені на нього Конституцією та законами України.
Законопроєктом 2217а було запропоновано запровадження інституту префектів шляхом внесення змін до Конституції України. Станом на грудень 2017 року даний законопроєкт було схвалено Верховною Радою у першому читанні, але інститут префектів в Україні досі не запроваджено. Після реформування Конституції, скасування поділу на райони та ліквідації держадміністрацій, передбачається створення округів та призначення перших префектів.

### Секторальні реформи: освіта та медицина

#### Освітня реформа
Головною метою децентралізації під час освітньої реформи є зміна підходу фінансування освіти: в результаті реформи розподіл коштів буде відбуватися не на навчальний заклад, а в розрахунку на кожного учня. Крім цього, децентралізація цього сектора ставить перед собою амбітну ціль оптимізації освітньої мережі, та, як наслідок — забезпечення однакового доступу до якісної середньої освіти усіх жителів України в будь-якому куточку, як в маленькому селі, так і в місті.
Для забезпечення рівноцінного доступу до знань, Кабінетом Міністрів було затверджено новий порядок діяльності освітніх округів та опорних загальноосвітніх навчальних закладів. Цей порядок дає змогу створити на місцях опорні школи, які будуть оснащені всім необхідним обкладанням для сучасного навчального процесу, з лабораторіями для фізики, хімії, біології, географії, математики тощо. Створення та оснащення таких навчальних закладів заплановано за рахунок коштів не лише місцевих бюджетів, але фінансуватиметься й державного бюджету. Крім цього, Уряд передбачив можливість залучення грантових коштів. Оскільки опорні школи забезпечуватимуть освітні потреби населення на досить значній території, вони передбачають організоване підвезення учнів та педагогів шкільними автобусами. Цими питаннями опікуватимуться місцеві громади. Станом на лютий 2019 р. в Україні функціонує 767 опорних шкіл, в яких навчаються майже 335 тис. учнів.

#### Медична реформа
Реформа медицини передбачає також зміну існуючої системи у відносинах між лікарем та хворим. Мета децентралізації медицини — створити нову систему, у центрі уваги якої буде громадянин, його життя та здоров'я. Її головна ціль — це забезпечення однакового доступу до медичних послуг для кожного українця, гарантія надання якісних медичних послуг.
Зміни у цьому секторі несуть в собі переформатування фінансових взаємовідносин: замість оплати «за ліжкомісця» (фактично — лише за факт існування закладу), планується здійснювати оплату за фактично надані послуги, тим самим відбувається зміна системи фінансування охорони здоров'я. Відповідно, лікарі та медичні заклади отримуватимуть кошти за надання конкретної допомоги конкретній людині. Передбачається встановлення гарантованого пакету медичних послуг та лікарських засобів, який кожна людина зможе отримати безоплатно. Невідкладна, первинна та паліативна допомоги будуть надаватись безкоштовно.
Реформування моделі фінансування медичних установ спеціалізованої та високоспеціалізованої допомоги розпочнеться з січня 2019 року. Однак, уже протягом 2018 року окремі послуги будуть оплачуватися за новою моделлю фінансування у пілотному режимі.

## Ефективність реформи
За час проведення реформи власні доходи місцевих бюджетів зросли більше, ніж вдвічі: з 68,6 млрд грн. у 2014 році до 146,6 млрд грн. за підсумками 2016 р. Очікується, що за підсумками 2017 р. власні доходи місцевих бюджетів складуть 170,7 млрд грн. Крім цього, ОТГ активніше виконують процес бюджетоутворення: за перші 10 місяців 2017 р. рівень зростання виконання власних доходів в ОТГ склав 80 %, в той час, як по всій Україні він сягнув лише 31,8 %. На додачу до цього, показник видатків бюджету розвитку на 1 особу за січень-вересень 2017 зріс на 225 % у порівнянні з відповідним періодом 2016 р. (для прикладу: в громадах, де не було утворено ОТГ, зростання відбулось лише на 50 %).
Держава активно підтримує процес децентралізації владних повноважень та передачу більшої кількості влади громадам: так, з 2014 по 2017 рік державна підтримка на розвиток територіальних громад та розбудову їх інфраструктури зросла у 30 разів, з 0,5 млрд грн. до 14,9 млрд грн.

## Сприйняття реформи населенням
Відповідно до соціологічного дослідження, яке в середині 2015 року провів Київський міжнародний інститут соціології, більшість населення України сприймають можливі наслідки реформи децентралізації і в контексті України в цілому, і в контексті своїх населених пунктів позитивно або нейтрально.
Згідно з дослідженням, проведеним швейцарським проєктом DESPRO [Архівовано 9 червня 2022 у Wayback Machine.] в 2016 р., більшість опитаних осіб усвідомлює позитивне значення реформи для місцевого розвитку та бажають брати участь у господарюванні на місцевому рівні.
Опитування, яке в тому ж році проводив фонд «Демократичні ініціативи» ім. Ілька Кучеріва, також засвідчило позитивне сприйняття реформи децентралізації в Україні: відповідно до даного дослідження, лише 23 % опитаних осіб заявило про те, що вони не підтримують хід та процес реформи. Опитування також показало високу обізнаність українців про реформу: 66 % опитаних заявило, що вони знайомі з реформою децентралізації.
За даними дослідження, опублікованого в 2019 році Київським міжнародним інститутом соціології, 58 % жителів України переконані, що реформа децентралізації потрібна, серед жителів ОТГ цей показник сягнув 63 %. За період з 2015 року, підтримка мешканцями сіл та СМТ процесу об'єднання громад зросла з 21,6 % у 2015 до 36,5 % у 2018 році. Також 73 % опитаних заявили, що вони помітили позитивні зміни у своєму населеному пункті після об'єднання в ОТГ. Майже 80 % опитаних заявило, що вони знайомі з реформою децентралізації.

## Критика
Незважаючи на загалом позитивне сприйняття реформи громадами в регіонах України, голови об'єднаних територіальних громад зазначали на наявність певних суттєвих недоліків в її поточному вигляді. Серед основних зауважень з приводу реформи, як правило, зазначали відсутність в громад можливість розпоряджатись земельними ділянками, що входять до складу ОТГ, але є за межами населених пунктів, наявність «прогалин» в законодавстві, брак практичного досвіду та навичок в управлінні громадою, а також проблеми у відносинах з обласними або районними державними адміністраціями. Наразі на розгляді Верховної Ради перебуває декілька законопроєктів, що покликані ліквідувати недосконалості законодавства у бюджетних відносинах, територіальних та фінансових галузях. Серед небезпек більш глобального плану провідною є утворення значною мірою непідконтрольних державі регіональних утворень.